# Fraisse-Cabardès
Pour les articles homonymes, voir Fraisse (homonymie).
Fraisse-Cabardès  (lat. fraxinus : frêne) est une commune française située dans le Nord-Ouest du département de l'Aude, en région Occitanie.
Sur le plan historique et culturel, la commune fait partie de la Montagne Noire, un massif montagneux constituant le rebord méridional du Massif central. Exposée à un climat océanique altéré, elle est drainée par le ruisseau de Trapel, le ruisseau de Vallouvière et par divers autres petits cours d'eau. La commune possède un patrimoine naturel remarquable composé de quatre zones naturelles d'intérêt écologique, faunistique et floristique.
Fraisse-Cabardès est une commune rurale qui compte 104 habitants en 2022, après avoir connu un pic de population de 375 habitants en 1836. Elle fait partie de l'aire d'attraction de Carcassonne. Ses habitants sont appelés les Fraxinois ou  Fraxinoises.

## Géographie
Fraïsse-Cabardès, traversée par la route de Carcassonne au Lampy, est située sur un mamelon de la Montagne Noire en Cabardès, dans l'aire urbaine de Carcassonne.

### Communes limitrophes
Les communes limitrophes sont  Aragon, Brousses-et-Villaret, Cuxac-Cabardès, Fontiers-Cabardès, Montolieu et Villardonnel.
| Fontiers-Cabardès (par un quadripoint) | Cuxac-Cabardès   |              |
| Brousses-et-Villaret                   | Fraisse-Cabardès | Villardonnel |
| Montolieu                              | Aragon           |              |

### Hydrographie
La commune est dans la région hydrographique « Côtiers méditerranéens », au sein du bassin hydrographique Rhône-Méditerranée-Corse. Elle est drainée par le ruisseau de Trapel, le ruisseau de Vallouvière, le ruisseau de Cascasse, le ruisseau du Crouset, le ruisseau du Fournial et le ruisseau du Moureau, qui constituent un réseau hydrographique de 10 km de longueur totale,.
Le Trapel, d'une longueur totale de 17,4 km, prend sa source dans la commune et s'écoule vers le sud-est. Il traverse la commune et se jette dans le canal du Midi à Villemoustaussou, après avoir traversé 5 communes.
Le ruisseau de Vallouvière, d'une longueur totale de 12,6 km, prend sa source dans la commune de Faramans et s'écoule vers le sud-est. Il traverse la commune et se jette dans le Trapel à Conques-sur-Orbiel, après avoir traversé 4 communes.

### Climat
Pour des articles plus généraux, voir Climat de l'Occitanie et Climat de l'Aude.
En 2010, le climat de la commune est de type climat océanique altéré, selon une étude s'appuyant sur une série de données couvrant la période 1971-2000. En 2020, Météo-France publie une typologie des climats de la France métropolitaine dans laquelle la commune est toujours exposée à un climat océanique altéré et est dans la région climatique Aquitaine, Gascogne, caractérisée par une pluviométrie abondante au printemps, modérée en automne, un faible ensoleillement au printemps, un été chaud (19,5 °C), des vents faibles, des brouillards fréquents en automne et en hiver et des orages fréquents en été (15 à 20 jours).
Pour la période 1971-2000, la température annuelle moyenne est de 12,7 °C, avec  une amplitude thermique annuelle de 15,7 °C. Le cumul annuel moyen de précipitations est de 905 mm, avec 10,1 jours de précipitations en janvier et 5,4 jours en juillet. Pour la période 1991-2020 la température moyenne annuelle observée sur la station météorologique la plus proche, située sur la commune de Ventenac-Cabardès à 6 km à vol d'oiseau, est de 14,4 °C et le cumul annuel moyen de précipitations est de 774,1 mm,. Pour l'avenir, les paramètres climatiques de la commune estimés pour 2050 selon différents scénarios d’émission de gaz à effet de serre sont consultables sur un site dédié publié par Météo-France en novembre 2022.

### Milieux naturels et biodiversité
L’inventaire des zones naturelles d'intérêt écologique, faunistique et floristique (ZNIEFF) a pour objectif de réaliser une couverture des zones les plus intéressantes sur le plan écologique, essentiellement dans la perspective d’améliorer la connaissance du patrimoine naturel national et de fournir aux différents décideurs un outil d’aide à la prise en compte de l’environnement dans l’aménagement du territoire.
Deux ZNIEFF de type 1 sont recensées sur la commune : les « garrigues de Vallouvière » (1 566 ha), couvrant 5 communes du département, et les « vallons des Bouriettes » (204 ha), couvrant 2 communes du département et deux ZNIEFF de type 2, : 
- les « causses du piémont de la Montagne Noire » (8 830 ha), couvrant 20 communes du département[16] ;
- la « montagne Noire occidentale » (24 257 ha), couvrant 26 communes dont 25 dans l'Aude et 1 dans le Tarn[17].

Carte des ZNIEFF de type 1 et 2 à Fraisse-Cabardès.
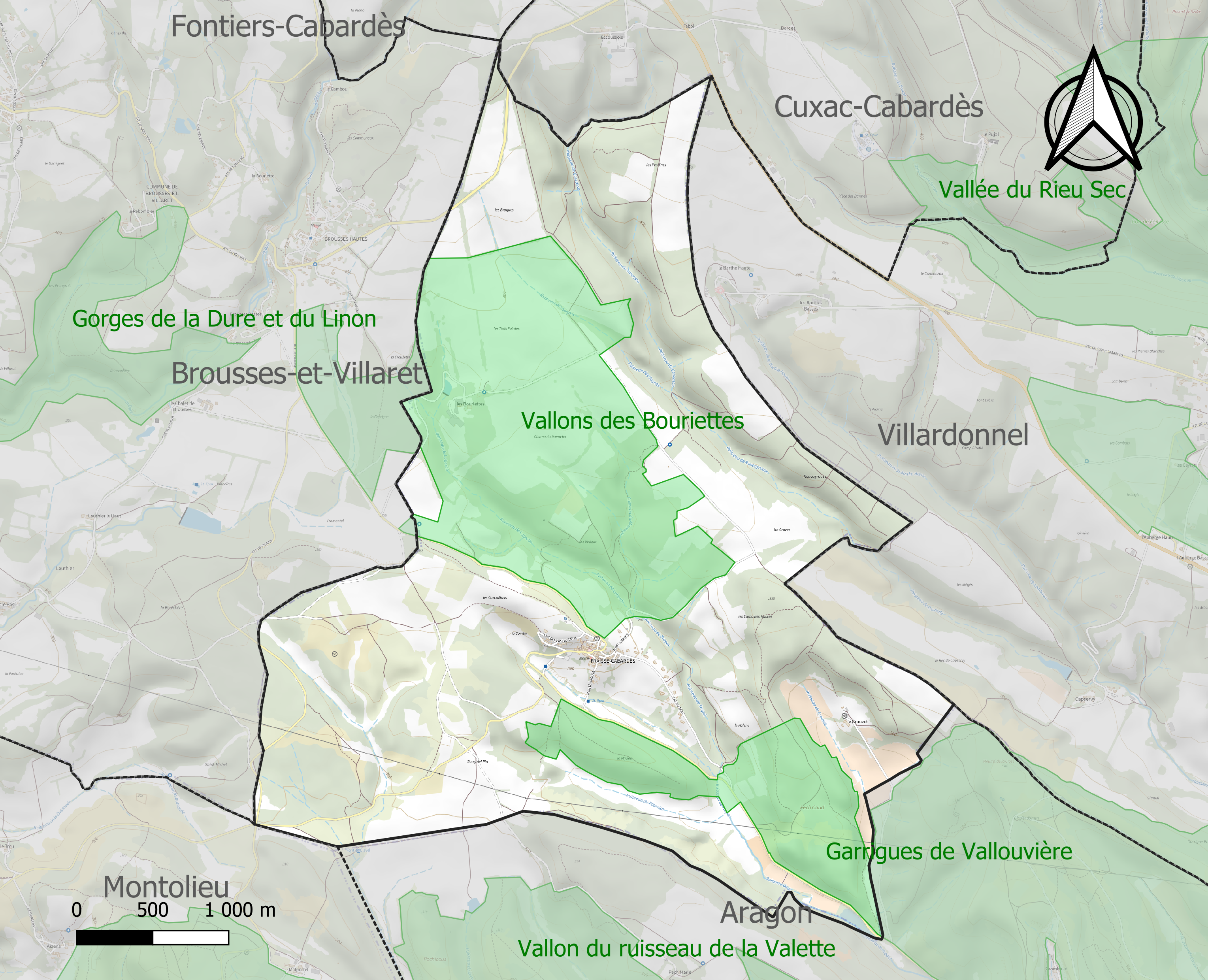
Carte des ZNIEFF de type 1 sur la commune.
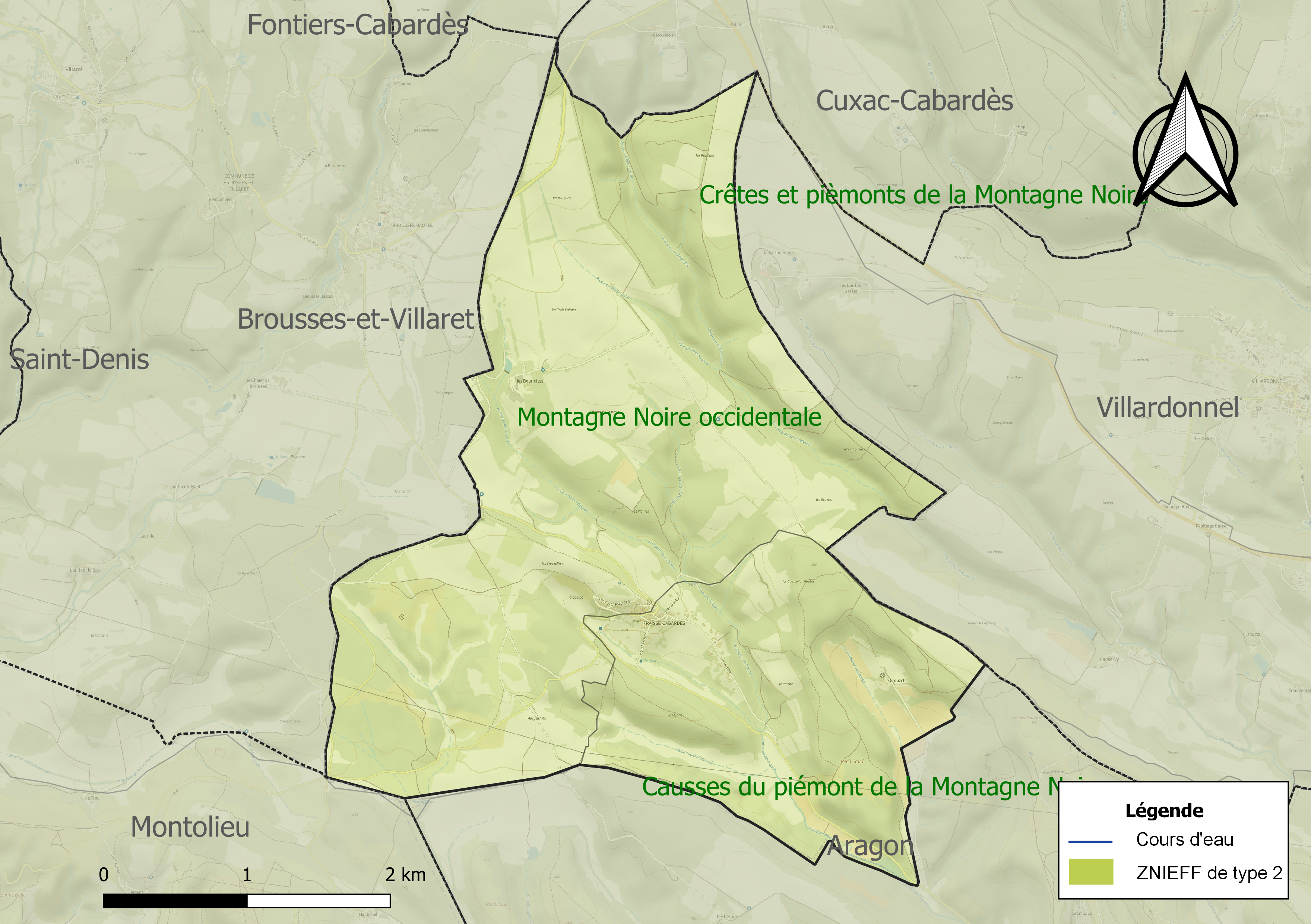
Carte des ZNIEFF de type 2 sur la commune.

## Urbanisme

### Typologie
Au 1er janvier 2024, Fraisse-Cabardès est catégorisée commune rurale à habitat dispersé, selon la nouvelle grille communale de densité à 7 niveaux définie par l'Insee en 2022.
Elle est située hors unité urbaine. Par ailleurs la commune fait partie de l'aire d'attraction de Carcassonne, dont elle est une commune de la couronne,. Cette aire, qui regroupe 115 communes, est catégorisée dans les aires de 50 000 à moins de 200 000 habitants,.

### Occupation des sols
L'occupation des sols de la commune, telle qu'elle ressort de la base de données européenne d’occupation biophysique des sols Corine Land Cover (CLC), est marquée par l'importance des territoires agricoles (55,9 % en 2018), une proportion identique à celle de 1990 (55,9 %). La répartition détaillée en 2018 est la suivante : forêts (33,8 %), zones agricoles hétérogènes (33 %), terres arables (17,7 %), milieux à végétation arbustive et/ou herbacée (10,3 %), prairies (5,1 %). L'évolution de l’occupation des sols de la commune et de ses infrastructures peut être observée sur les différentes représentations cartographiques du territoire : la carte de Cassini (XVIIIe siècle), la carte d'état-major (1820-1866) et les cartes ou photos aériennes de l'IGN pour la période actuelle (1950 à aujourd'hui).

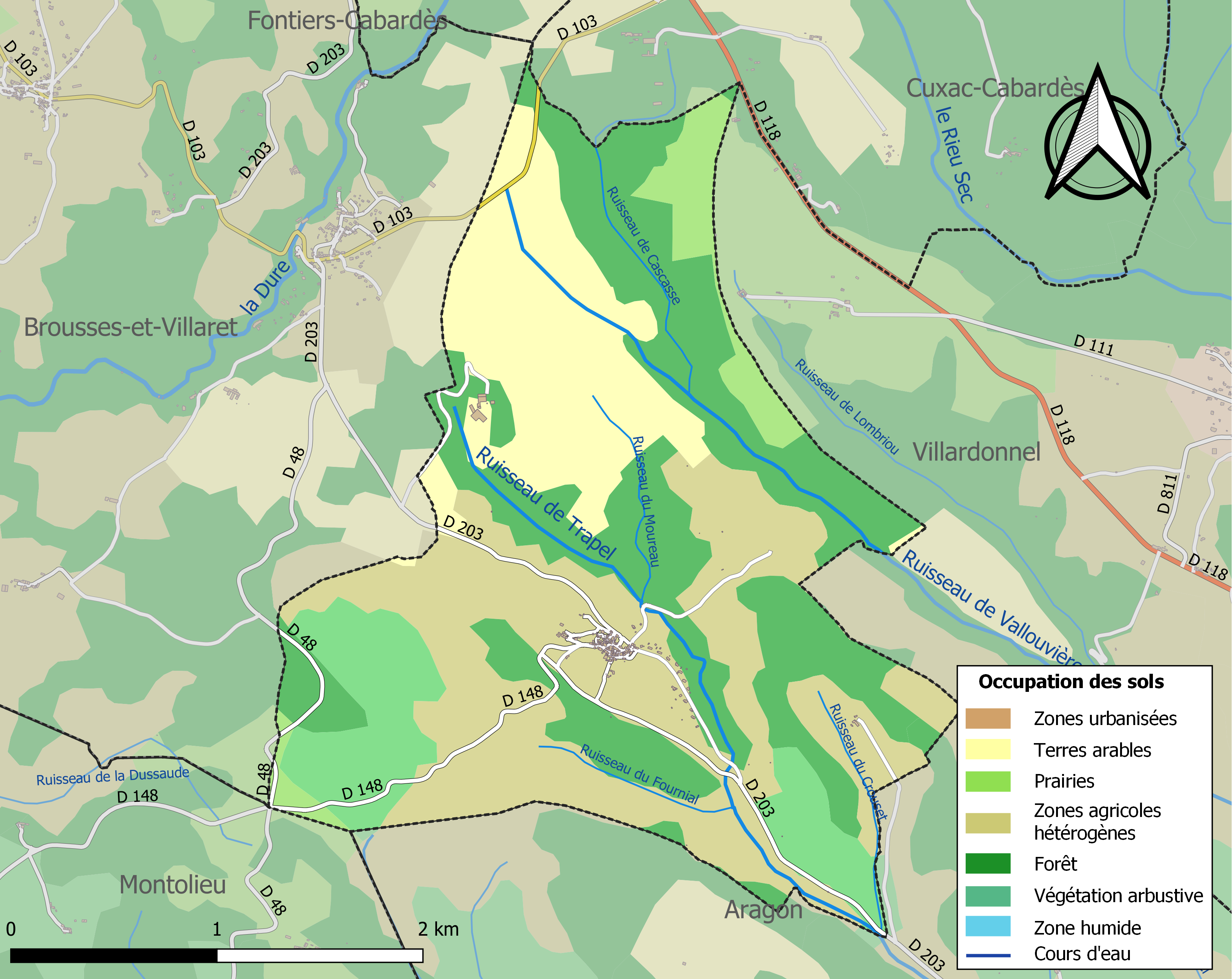
Carte des infrastructures et de l'occupation des sols de la commune en 2018 (CLC).

### Risques majeurs
Le territoire de la commune de Fraisse-Cabardès est vulnérable à différents aléas naturels : météorologiques (tempête, orage, neige, grand froid, canicule ou sécheresse), inondations, feux de forêts et séisme (sismicité très faible). Il est également exposé à un risque particulier : le risque de radon. Un site publié par le BRGM permet d'évaluer simplement et rapidement les risques d'un bien localisé soit par son adresse soit par le numéro de sa parcelle.

#### Risques naturels
Certaines parties du territoire communal sont susceptibles d’être affectées par le risque d’inondation par débordement de cours d'eau, notamment le ruisseau de Vallouvière et le Trapel. La commune a été reconnue en état de catastrophe naturelle au titre des dommages causés par les inondations et coulées de boue survenues en 1982, 1992, 1999, 2009 et 2018,.

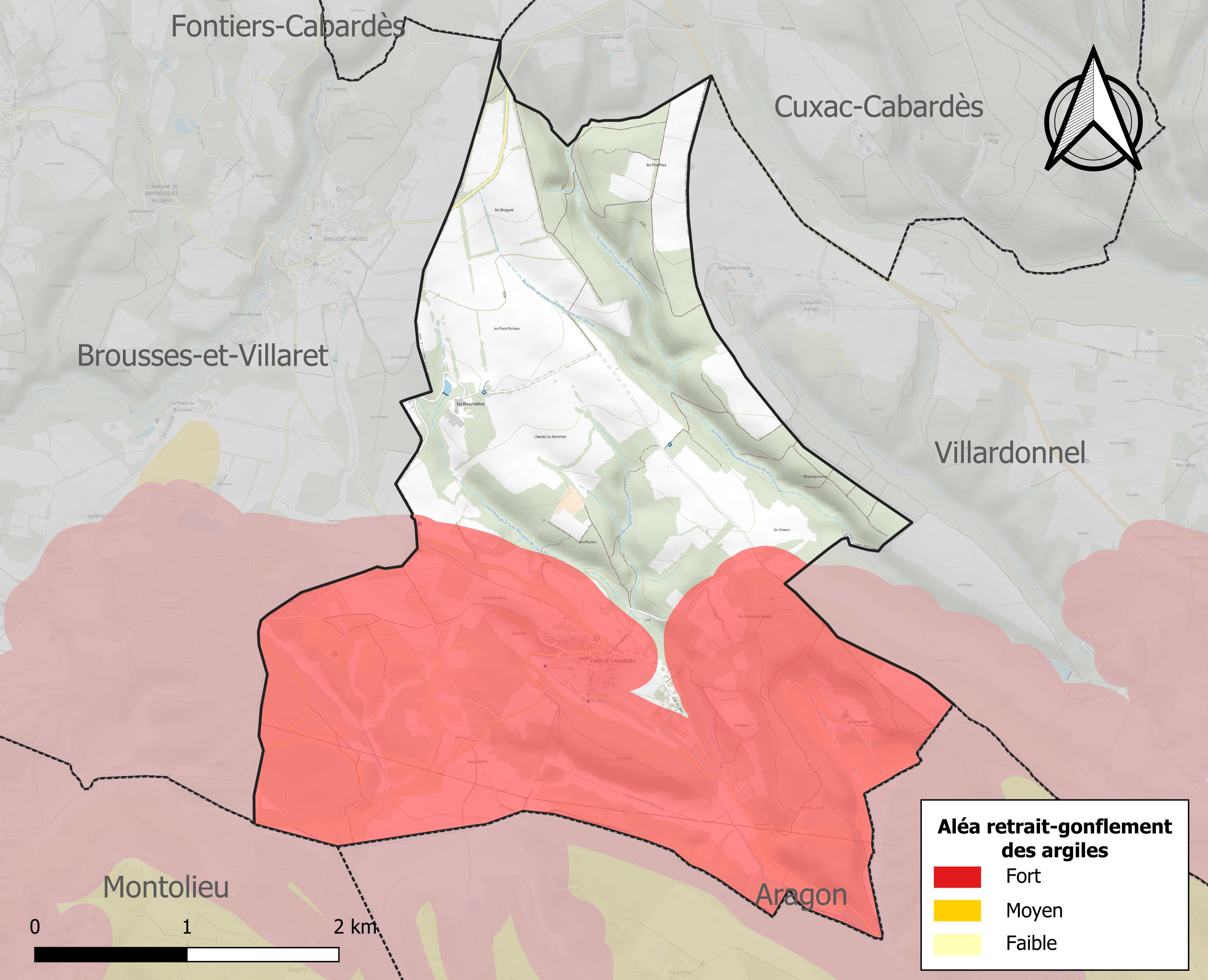
Carte des zones d'aléa retrait-gonflement des sols argileux de Fraisse-Cabardès.

Le retrait-gonflement des sols argileux est susceptible d'engendrer des dommages importants aux bâtiments en cas d’alternance de périodes de sécheresse et de pluie. 54 % de la superficie communale est en aléa moyen ou fort (75,2 % au niveau départemental et 48,5 % au niveau national). Sur les 92 bâtiments dénombrés sur la commune en 2019, 87 sont en aléa moyen ou fort, soit 95 %, à comparer aux 94 % au niveau départemental et 54 % au niveau national. Une cartographie de l'exposition du territoire national au retrait gonflement des sols argileux est disponible sur le site du BRGM,.

#### Risque particulier
Dans plusieurs parties du territoire national, le radon, accumulé dans certains logements ou autres locaux, peut constituer une source significative d’exposition de la population aux rayonnements ionisants. Certaines communes du département sont concernées par le risque radon à un niveau plus ou moins élevé. Selon la classification de 2018, la commune de Fraisse-Cabardès est classée en zone 3, à savoir zone à potentiel radon significatif.

## Toponymie
Le nom de Fraisse vient de l'occitan fraisse (frêne) prononcé « 'fraïssé », lui-même venant du latin fràxinum.
D'après l'abbé Sabarthès, on trouve mention de Fraxinum fiscum en 870, puis Castrum de Fracxino en 1330. Trente ans plus tard, De Fraxino puis en 1532 Fraissac et enfin en 1781 Fraisse.

## Histoire
Fraïssé-Cabardès était une des résidences d'été des évêques de Carcassonne.
L'origine de Fraïssé-Cabardès remonte au VIIIe siècle. Il fut donné au IXe siècle par Charles le Chauve à Oliba, comte de Carcassonne. Les successeurs d'Oliba le concédèrent à leurs nouveaux évêques de Carcassonne, qui en retinrent la seigneurie jusqu'à la Révolution de 1789.
En 1547, une série d'étranges morts ont eu lieu dont la cause fut attribuée à une bête diabolique. La dernière victime fut un sourd-muet qui fut tué en tentant de crier à l'aide dans le langage des signes. Cette histoire est encore racontée aux enfants de nos jours.

## Politique et administration

### Découpage territorial
La commune de Fraisse-Cabardès est membre de la communauté de communes de la Montagne noire, un établissement public de coopération intercommunale (EPCI) à fiscalité propre créé le 1er janvier 2014 dont le siège est à Les Ilhes. Ce dernier est par ailleurs membre d'autres groupements intercommunaux.
Sur le plan administratif, elle est rattachée à l'arrondissement de Carcassonne, au département de l'Aude, en tant que circonscription administrative de l'État, et à la région Occitanie.
Sur le plan électoral, elle dépend du canton de la Malepère à la Montagne Noire pour l'élection des conseillers départementaux, depuis le redécoupage cantonal de 2014 entré en vigueur en 2015, et de la troisième circonscription de l'Aude  pour les élections législatives, depuis le redécoupage électoral de 1986.

### Liste des maires
| Période                                  | Période  | Identité     | Étiquette | Qualité |
| ---------------------------------------- | -------- | ------------ | --------- | ------- |
|                                          |          |              |           |         |
| 1938                                     |          | Edmond Coste |           |         |
|                                          | 2001     | Pierre Marty |           |         |
| mars 2001                                | en cours | Guy Jalabert |           |         |
| Les données manquantes sont à compléter. |          |              |           |         |

## Démographie
| 1793 | 1800 | 1806 | 1821 | 1831 | 1836 | 1841 | 1846 | 1851 |
| ---- | ---- | ---- | ---- | ---- | ---- | ---- | ---- | ---- |
| 257  | 257  | 315  | 313  | 372  | 375  | 357  | 333  | 334  |

| 1856 | 1861 | 1866 | 1872 | 1876 | 1881 | 1886 | 1891 | 1896 |
| ---- | ---- | ---- | ---- | ---- | ---- | ---- | ---- | ---- |
| 296  | 289  | 292  | 292  | 284  | 275  | 249  | 240  | 204  |

| 1901 | 1906 | 1911 | 1921 | 1926 | 1931 | 1936 | 1946 | 1954 |
| ---- | ---- | ---- | ---- | ---- | ---- | ---- | ---- | ---- |
| 208  | 199  | 185  | 160  | 153  | 156  | 163  | 137  | 138  |

| 1962 | 1968 | 1975 | 1982 | 1990 | 1999 | 2006 | 2011 | 2016 |
| ---- | ---- | ---- | ---- | ---- | ---- | ---- | ---- | ---- |
| 134  | 119  | 68   | 81   | 97   | 109  | 111  | 111  | 103  |

| 2021 | 2022 | - | - | - | - | - | - | - |
| ---- | ---- | - | - | - | - | - | - | - |
| 104  | 104  | - | - | - | - | - | - | - |

## Économie

### Emploi
| Division       | 2008   | 2013   | 2018   |
| -------------- | ------ | ------ | ------ |
| Commune        | 14,1 % | 13,9 % | 12,1 % |
| Département    | 10,2 % | 12,8 % | 12,6 % |
| France entière | 8,3 %  | 10 %   | 10 %   |

En 2018, la population âgée de 15 à 64 ans s'élève à 67 personnes, parmi lesquelles on compte 69,7 % d'actifs (57,6 % ayant un emploi et 12,1 % de chômeurs) et 30,3 % d'inactifs,. En  2018, le taux de chômage communal (au sens du recensement) des 15-64 ans est inférieur à celui du département, mais supérieur à celui de la France, alors qu'en 2008 il était supérieur à celui du département.
La commune fait partie de la couronne de l'aire d'attraction de Carcassonne, du fait qu'au moins 15 % des actifs travaillent dans le pôle,. Elle compte 14 emplois en 2018, contre 8 en 2013 et 4 en 2008. Le nombre d'actifs ayant un emploi résidant dans la commune est de 38, soit un indicateur de concentration d'emploi de 36,5 % et un taux d'activité parmi les 15 ans ou plus de 50 %.
Sur ces 38 actifs de 15 ans ou plus ayant un emploi, 9 travaillent dans la commune, soit 24 % des habitants. Pour se rendre au travail, 84,2 % des habitants utilisent un véhicule personnel ou de fonction à quatre roues, 2,6 % les transports en commun, 5,3 % s'y rendent en deux-roues, à vélo ou à pied et 7,9 % n'ont pas besoin de transport (travail au domicile).

### Activités hors agriculture
Neuf établissements sont implantés  à Fraisse-Cabardès au 31 décembre 2019. Le secteur des activités spécialisées, scientifiques et techniques et des activités de services administratifs et de soutien est prépondérant sur la commune puisqu'il représente 33,3 % du nombre total d'établissements de la commune (3 sur les 9 entreprises implantées  à Fraisse-Cabardès), contre 13,3 % au niveau départemental.

### Agriculture
|                                   | 1988 | 2000 | 2010 |
| --------------------------------- | ---- | ---- | ---- |
| Exploitations                     | 9    | 1    | 3    |
| Superficie agricole utilisée (ha) | 132  | 186  | 245  |

La commune fait partie de la petite région agricole dénommée « Région viticole ». En 2010, l'orientation technico-économique de l'agriculture  sur la commune est la polyculture et le polyélevage. Trois exploitations agricoles ayant leur siège dans la commune sont dénombrées lors du recensement agricole de 2010 (neuf en 1988). La superficie agricole utilisée est de 245 ha.

## Culture locale et patrimoine

### Lieux et monuments
- L'église paroissiale est dédiée à saint Martin ; sur le pilier de la nef, qui touche aux fonts baptismaux, est gravée la date 1545, année de construction de l'église du XVe siècle dans ses parties anciennes. Cette date a été mal lue par certains qui ont vu 1515. On remarque l'abside, en cul-de-four, de construction récente, XVIIIe ou XIXe siècle ; avec la voûte en plâtre. La nef a trois travées voûtée probablement avec des liteaux recouverts de plâtre, serait de la même époque que l'abside. Les chapelles, deux de chaque côté, ont aussi de fausses voûtes. La porte d'entrée au midi est récente. Le clocher ancien, est formé d'une tour carrée massive, percée d'ouvertures ogivales géminées et ornées aux quatre coins du sommet de jolies gargouilles à têtes d'animaux. La chapelle de fonts baptismaux se trouve au-dessous. Sa voûte en pierre avec clef de ronde et saillante est soutenue par des ogives également en pierre, qui pénètre dans les arcs formerets. La cuve baptismale en pierre, de l'époque romane, provient d'un édifice antérieur.
- Le château a été construit par Pierre de la Chapelle Taillefer, vers l'an 1290. Il existait encore, en partie, à la Révolution, bien qu'il ait souffert d'un incendie. Il restait à l'époque une haute tour et une terrasse environnée de grands ormes ; le château s'étendait sur une superficie de 40 m sur 22 m. Il est actuellement entièrement détruit. Il existe au musée lapidaire de Carcassonne, un médaillon sculpté en pierre portant les armes de Christophe et de Vitalis de Lestang, oncle et neveu, successivement évêques de Carcassonne de 1603 à 1653. Ce médaillon provient du château seigneurial de Fraïssé. Sur la route de Brousses, au tournant en quittant le village, on voit un mur bien appareillé ; gros appareil qui est peut-être un dernier vestige des fortifications qui entouraient le village.

### Personnalités liées à la commune
- Mgr Jean Cadilhac, évêque de Nimes, Uzès et Alès.

### Héraldique
| Blason de Fraisse-Cabardès | Blason  | D'or à deux barres de gueules.                   |
| Blason de Fraisse-Cabardès | Détails | Le statut officiel du blason reste à déterminer. |